# 20e cérémonie des David di Donatello
La 20e cérémonie des David di Donatello s'est déroulée le 19 juillet 1975 au Théâtre de Taormine. 

## Palmarès
- Meilleur film :
  - La Grande Bourgeoise ex æquo avec
  - Violence et Passion
- Meilleur film étranger :
  - La Tour infernale
- Meilleur acteur :
  - Vittorio Gassman pour Parfum de femme
- Meilleur acteur étranger :
  - Burt Lancaster pour Violence et Passion ex æquo avec
  - Jack Lemmon pour Spéciale Première ex æquo avec
  - Walter Matthau pour Spéciale Première
- Meilleure actrice :
  - Mariangela Melato pour La poliziotta
- Meilleure actrice étrangère :
  - Liv Ullmann pour Scènes de la vie conjugale
- Meilleur réalisateur :
  - Dino Risi pour Parfum de femme
- Meilleur réalisateur étranger :
  - Billy Wilder pour Spéciale Première
- Meilleur scénario :
  - Age-Scarpelli pour Romances et Confidences
- Meilleur musicien :
  - Piero Piccioni pour Vers un destin insolite sur les flots bleus de l'été

- David Europeo
  - Melvin Frank pour Le Prisonnier de la seconde avenue

- David Spécial :
  - Isabelle Adjani, pour La Gifle
  - Edmondo Amati (en)
  - Pio Angeletti et Adriano De Micheli
  - Fred Astaire pour l'ensemble de sa carrière
  - Jennifer Jones, pour l'ensemble de sa carrière
  - Renato Pozzetto